# Rasmus Nielsen
Rasmus Breuning Nielsen (ur. 22 maja 1994 w Glamsbjerg) – duński siatkarz, grający na pozycji przyjmującego i atakującego. 

## Sukcesy klubowe
Puchar Danii:
- 2012, 2013

NEVZA - Klubowe Mistrzostwa Krajów Nordyckich:
- 2012
- 2013, 2014

Mistrzostwo Danii:
- 2013
- 2015
- 2012, 2014

Mistrzostwo Grecji:
- 2025[3]

## Nagrody indywidualne
- 2017: Najlepszy przyjmujący Ligi Europejskiej